# Augustin de Saint-Aubin
Augustin de Saint-Aubin (Parigi, 3 gennaio 1736 – Parigi, 9 novembre 1807) è stato un illustratore, disegnatore e incisore francese.

## Biografia
Figlio del ricamatore Gabriel-Germain de Saint-Aubin (1696-1756), Augustin divenne incisore con Étienne Fessard a partire dal 1755 e realizzò numerose illustrazioni per il Journal de musique di M. Lagarde, per spettacoli teatrali, cataloghi di vendita, libri e per il gabinetto di storia naturale del duca di Chevreuse.
Il 25 maggio 1771 diventa agréé dell'Académie royale de peinture, anche se non fu mai considerato un accademico. Viene nominato incisore della biblioteca del re a partire dal 1777.
Consultato dall'Assemblea Nazionale, realizzò anche gli assegnati da 200, 300 e 1000 livres creati dalle leggi del 16 e 17 aprile 1790 con Pierre-Joseph Lorthior e Nicolas-Marie Gatteaux.
Sposato con Louis-Nicole Godeau, anche i suoi fratelli Gabriel-Jacques, Charles-Germain e Louis-Michel de Saint-Aubin furono degli artisti rispettati.
Morì a Parigi il 9 novembre 1807.

## Opere
Disegni
- L'indiscrezione vendicata

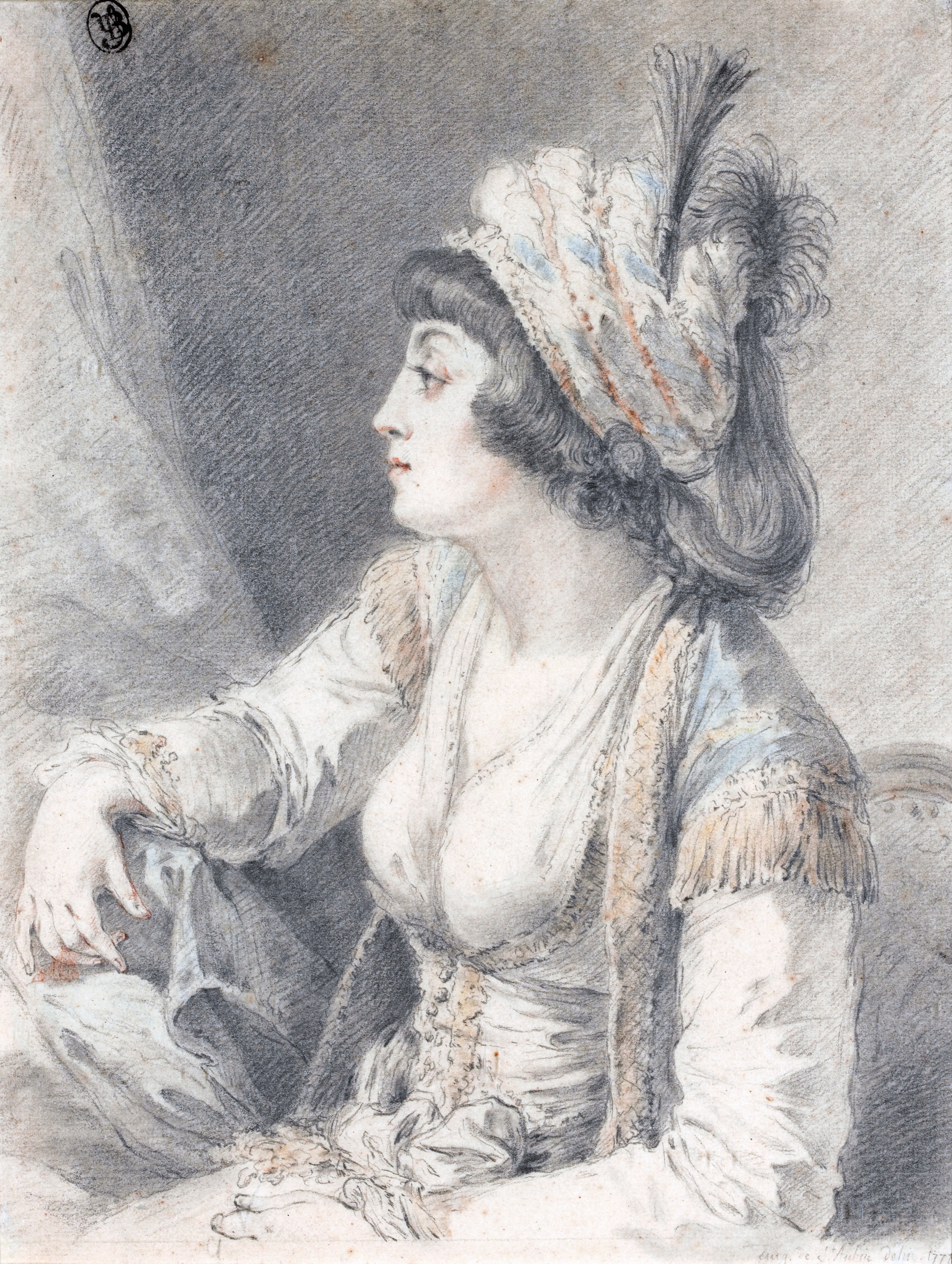
La Sultana Madre (1777)

- Scena in un interno rustico: giovane donna che implora il re. Parigi, Museo del Louvre.
- Ritratto di Rochambeau. Bayonne, Museo Bonnat.
- Fuochi d'artificio al ballo di Saint-Cloud da un dipinto di Griel, 1759. Parigi, Museo del Louvre.
- Ritratto di Vivant-Dominique, Barone Denon (1747-1825) di profilo. Parigi, Museo del Louvre.
- Ballo a Saint-Cloud da un dipinto Griel. Parigi, Museo del Louvre.
- Ritratto di una donna su una sedia. Museo d'Arte dell'Università del Michigan (Stati Uniti).
- Illustrazioni del Livre des Saint-Aubin. Parigi, Museo del Louvre.

Incisioni e stampe (parziale)

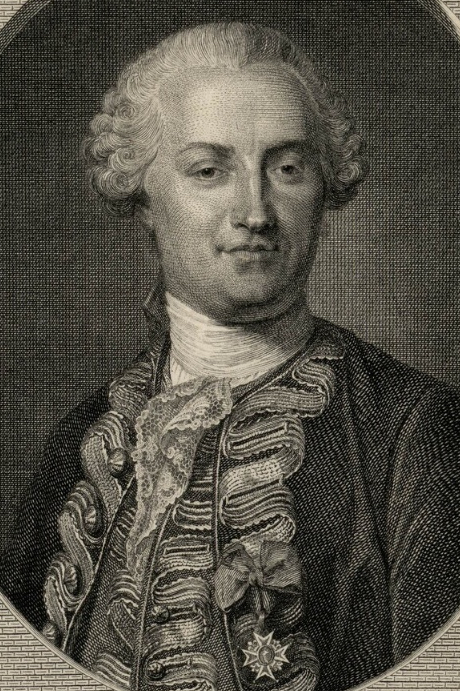
Incisione di Marc-René, marchese di Montalembert di Saint-Aubin da un ritratto di Quentin de La Tour (XVIII secolo), Versailles, Museo nazionale della Reggia e dei Trianon

- Ritratto di Jean-François Marmontel che illustra i suoi Racconti Morali.
- Biglietto d'ingresso al Concerto Borghese in rue Saint-Antoine.
- L'arte della ricamatrice. Museo delle Belle Arti di Boston (Stati Uniti)
- Galleria della moda e dei costumi francesi, Tre libri dei grandi abiti dell'etichetta di corte seguendo i costumi francesi. Museo delle Belle Arti, Boston (Stati Uniti).
- Incisione da Gravelot (statua equestre e piazza). Parigi, Museo del Louvre, Collezione Rothschild.
- Jean-Baptiste-Joseph Languet de Gercy, parroco di Saint-Sulpice a Parigi, dottore della Sorbona (1675-1750). Versailles, palazzi di Versailles e Trianon. È un fratello di Jean-Joseph Languet de Gergy.
- Marchesa di Pompadour (1722-1764). Versailles, palazzi di Versailles e Trianon.
- Jean-Baptiste Lully, sovrintendente alla musica del re (1633-1687). Versailles, palazzi di Versailles e Trianon.
- Thomas Corneille (1625-1709), scrittore e drammaturgo. Versailles, palazzi di Versailles e Trianon.
- Louis Bourdaloue, gesuita e predicatore (morto nel 1707). Versailles, palazzi di Versailles e Trianon.
- Antoine-Jean Amelot, Segretario di Stato dal 1776 al 1783. Versailles, palazzi di Versailles e Trianon.
- Allegoria di Luigi XVI e della Costituzione. Versailles, palazzi di Versailles e Trianon.
- Omaggio alle visioni benefiche dell'Assemblea Nazionale Costituente e alla lealtà di Luigi XVI, 1791 Parigi, Museo del Louvre, Collezione Rothschild.
- Il ballo pronto. Parigi, Museo del Louvre, Collezione Rothschild.
- « C'est ici les différents jeux des petits Polissons de Paris »: le Sabot. Parigi, museo del Louvre, collezione Rothschild. Seguito da sei incisione che comprendono anche la Corde, le Coupe-tête, la Fossette ou le Jeu de Noyaux, la Sortie du Collège, la Toupie
- Benjamin Franklin (1706-1790), studioso e ministro plenipotenziario degli Stati Uniti d'America presso la Corte di Francia. Blérancourt, museo nazionale della cooperazione franco-americana

Opere di Charles-Nicolas Cochin (1715-1790) da altre di Saint-Aubin
- Ritratto di Philidor. Ritratto di Jean-Joseph de Mondonville. Parigi, museo del Louvre, collezione Rothschild.
- Benjamin Franklin. Philadelphia Museum of Art (Stati Uniti).